# 국왕 (법인)
크라운(영어: The Crown 프랑스어: La Couronne)은 영연방 왕국의 정치적 개념이다. 사용하는 문맥에 따라, 일반적으로 국가 전체를 의미하거나(연방제를 채택한 국가에서는 자국의 연방정부와 각 주정부를 의미할 수 있음), 행정부를 특별히 지칭하거나 국왕과 그 직속 대표자만을 일컫기도 한다.
이 용어는 법의 지배를 지칭하는 데 사용할 수 있으며, 또는 행정(추밀원에 있어서의 왕), 입법(의회에 있어서의 왕), 그리고 사법(재판석 위의 왕)의 기능 및 공무원 조직을 의미하는 데 사용되기도 한다.
크라운을 단독의 법인격으로 보는 개념은 잉글랜드 왕국에서 처음 발전하였다. 이는 물리적인 왕관과 왕국의 재산을 군주 개인과 그의 사유재산으로부터 분리하기 위한 작업이었다. 이 개념은 잉글랜드의 식민지 개척을 통해 전파되었고, 뒤이어 영국의 식민지 확장을 거치며 제국적 크라운으로 발전하였다. 그리하여 영연방 15개국과 그 종속 지역, 그리고 자유연합 관계를 맺은 나라들의 법적 어휘 체계 속에 뿌리내렸다. 20세기에 접어들며 식민지들이 주권국가로 발전하면서, 크라운 제도가 각기 다른 형태로 분화되었지만, 여전히 단일한 군주를 통하여 구현된다. 정치적 개념이나 정치적 개념들의 집합으로서, '크라운'을 영국의 대관보기 등에 속한 실제 왕관과 혼동해서는 안 된다.
또한 이 용어는 일부 국가에서 공유지 혹은 국유지라고 부르는 크라운 랜드(Crown land)와 같은 여러 표현에서 발견되며, 크라운 장관(minister of the Crown), 크라운 검찰(Crown attorney), 크라운 검사(Crown prosecutor)와 같은 일부 공직 이름에도 사용된다.

## 정의

에드워드 참회왕의 관의 이미지는 뉴질랜드의 국장에 포함되어 있으며, 방패 위에 위치하여 뉴질랜드의 군주를 상징한다.

크라운이라는 용어는 단일한 정의를 가지지 않는다. 법학자 모리스 선킨과 세바스찬 페인은 "크라운의 본질은 당연히 대수롭지 않게 여겨져 왔는데, 그 이유는 부분적으로는 그것이 근본적이기 때문이고, 또 어느 정도는 많은 학자가 이 용어가 실질적으로 무엇을 의미하는지 알지 못하기 때문이다"라고 의견을 밝혔다. 니콜라스 브라운-윌킨슨은 크라운을 "확실한 형태가 없는 추상적 개념"으로 보았다. 따라서 "정의 불가"라고 이론화하였다. 윌리엄 웨이드는 "크라운은 단순히 여왕을 의미한다"고 밝혔다.
워런 J. 뉴먼은 크라운을 현대 입헌군주국에서 수반되는 공식적, 행정적, 집행적 권한과 체계를 하나의 단어로 간결하게 표현하는 데 유용하고 편리한 개념이라고 설명하였다.
글레이즈데일 경 로드 사이먼은 다음과 같이 진술하였다:
왕관이라는 물건은 런던탑에 보관되어 있는, 보석으로 장식된 모자이다. 하지만 그것은 한때 왕관을 쓴 자가 행사하였던 정부권력을 상징한다 ... 그러므로 '크라운'이라는 용어는 그러한 권력 중 남아 있는 권한(국왕 대권) 및, 법률에 의하여 '크라운'에 분명히 부여된 기타 권한을 총칭하는 헌법상의 개념으로 사용된다.

딥록 경은 크라운이라는 개념이 "정부 전체, 또한 정부 각 부처에서 행정 업무를 수행하는 공무원이 그 지휘 아래 일하는 모든 장관과 의회 차관을 포함한다"고 해석하였다. 이러한 해석은 1887년 식민지 공무원 연금법 제8조에서 뒷받침된다. 해당 조문은 "국가의 상설 공무원(permanent civil service of the state)"과 "폐하의 상설 공무원(permanent civil service of Her Majesty)", 그리고 "크라운의 상설 공무원(permanent civil service of the Crown)"이라는 표현이 모두 같은 의미를 지닌다고 규정하고 있다.
크라운은 헨리 8세 때 제정된 1532년 항소 금지법에서 최초로 '제국의 왕관'으로 정의되었다. 이 법률은 "이 잉글랜드 왕국은 하나의 제국이며 ...  단일한 최고 수장인 국왕의 통치 아래 있다. 그 국왕은 이 제국의 왕관이 지닌 위엄과 왕권(왕실이 보유한 땅)을 소유하고 있다"고 선언하였다. 윌리엄 블랙스톤은 1765년 영국법 주해에서 다음과 같이 설명하였다. "입법 기관이 '제국(empire)' 및 '제국의(imperial)'라는 용어를 사용하여, 이를 잉글랜드 왕국과 왕권에 적용할 때의 의미는, 단지 우리 국왕이 자신의 영토 내에서 어느 제국의 황제 못지않게 주권적이고 독립적인 지위를 지니며, 지상 그 어떤 통치자에게 어떠한 종속의무도 지지 않는다는 점을 천명하려는 것이다."

## 개념
크라운 개념은 봉건제 하에서 형성되었다. 비록 이 제도를 거느렸던 모든 국가에서 동일한 방식으로 운영된 것은 아니었으나, 잉글랜드에서는 모든 권리와 특권이 궁극적으로 통치자에 의하여 부여되었다. 예를 들어, 왕권은 봉건적 의무를 조건으로 영주들에게 토지를 하사되었고, 이들은 다시 그 토지를 하위 영주들에게 나누어주었다. 예외로 커먼 소카지(common socage)가 있었는데, 이 경우 토지 소유자는 왕권에만 직접 종속되어 있었다. 이러한 토지가 소유자 없이 방치될 경우, 왕실 소유지(Crown land)로 귀환한다(국가귀속). 보나 바칸티아(Bona vacantia)는 무주물(無主物), 특히 청구되지 않은 유산들이 왕실의 소유가 되는 국왕 대권을 의미한다.
이와 같이, 물리적 왕관과 역대 군주에게 영구히 속하는 자산은 그 또는 그녀의 개인적 인격 및 사유재산으로부터 분리되었다. 군주가 최고 입법·행정·사법 권한을 직접 행사하던 수 세기를 거쳐, 의회와 행정부 그리고 법원이 13세기에 성장함에 따라 이러한 기능은 조금씩 축소되었다. 그리하여 '크라운'이라는 용어는 군주의 공적인 직무를 그의 사적인 선택 및 행동으로부터 구분하는 수단으로 발전하게 된다. 심지어 중세시대 잉글랜드에서도 국왕의 개인적 인격을 군주라는 자격으로서의 행동들로부터 구별하는 능력의 교의(Doctrine of capacities)가 존재하였다.
잉글랜드 왕국이 스코틀랜드와 아일랜드 왕국을 합병하였을 때, '크라운' 개념은 영국 및 그 속령과 해외 영토의 법 체계로 확장되었고, 결국, 독립한 여러 영연방 왕국에도 전파되었다. 따라서, 법적 개념으로서 '크라운'은 서로 별개의 여러 개가 존재한다. 이는 한 사람이 각 나라의 통치자(최고 군주)로서 각 지역의 '왕위'를 맡고 있다는 의미에서 "여러 개의 왕관을 쓴다"고 표현하기도 한다. 한편 '크라운'은 영연방 왕국 15개국이 공유하는 범국가적 제도를 의미하기도 한다.

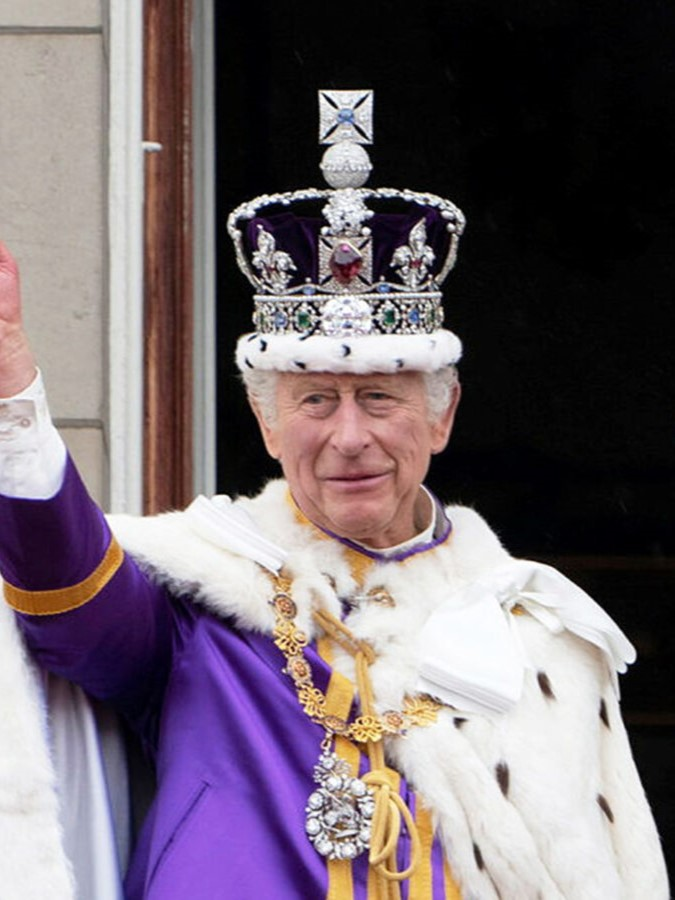
찰스 3세 국왕(제국관 착용), 각 영연방 왕국 정부/크라운의 살아 있는 화신(化身)

영연방 왕국마다 '크라운'이라는 용어는 가장 넓은 의미에서 이제 정부 또는 정치적 조직체, 즉 국가로 알려진 정치 공동체를 뜻한다. 동시에 각 왕국의 군주는 그 국가의 살아 있는 구현이자, '크라운'의 상징적 의인화이다. 재위 중인 군주의 신체는 이처럼 두 가지 인격을 함께 지니고 있으며, 이는 고대의 "왕의 두 신체" 이론에 근거한다. 즉 죽음과 쇠약에 영향을 받는 자연적 신체와 결코 죽지 않는 정치적 신체이다. '크라운'과 군주는 "개념적으로 구분될 수 있지만 법적으로 분리될 수 없으며, 그 직무는 직무 수행자 없이 존재할 수 없다." 이러한 이론은 영국 전임 군주의 사망 직후 곧바로 후임 군주가 계승하는 원리의 기초를 이룬다. 자연적 신체는 사망하였을지라도, 정치적 신체는 존속하기 때문이다.
'국가(the state)', '국왕(the Crown)', '[관할구역]의 국왕(Crown in Right of [jurisdiction])', '[관할구역]의 국왕 폐하(His Majesty the King in Right of [jurisdiction])' 등과 같은 표현들은 모두 동의어이며 군주의 법인격(legal personality)은 때때로 해당 관할구역의 명칭 자체로 간단하게 불리기도 한다. (대륙법계 전통에서 유래한 정부 형태를 거느린 곳에서는 '국가(state)' 개념이 비슷한 역할을 한다.) 하지만 '군주(the sovereign 또는 monarch)'와 '국왕(the Crown)'이라는 용어는 밀접하게 관련되어 있음에도 서로 다른 의미를 지닌다. '국왕(the Crown)'은 군주에 정부까지 포함하는 개념이다. 크라운 제도와 그 권한은 형식적으로는 국왕 개인에게 부여되지만, 관례적으로 그 기능은 국왕의 명의로 대신들이 수행하며, 이들은 선출직 의회인 하원에서 선발되고 그에 책임을 지는 인사들로 구성된다.

## 기능

### 행정부
왕 혹은 여왕은 모든 공무원 및 직원(부왕, 판사, 군대 구성원, 경찰관, 국회의원 등을 포함)의 고용주이며, 위탁 아동(Crown wards)의 후견인일 뿐 아니라, 모든 국유지(Crown land), 정부의 건물과 장비(Crown property), 국영기업(Crown corporations 또는 Crown entities), 그리고 정부 간행물의 저작권(Crown copyright)을 소유한다. 이러한 모든 권한과 재산은 개인의 자격이 아닌, 주권자의 지위에서 비롯되며, 영구적으로 크라운(Crown)에 귀속되어 국왕 개인이 관련 장관들의 적절한 조언과 동의 없이 처분할 수 없다. 만약 군주가 퇴위하더라도 이 모든 재산은 크라운에 계속 귀속되며, 후계자의 소유로 넘어가게 된다.

### 입법부

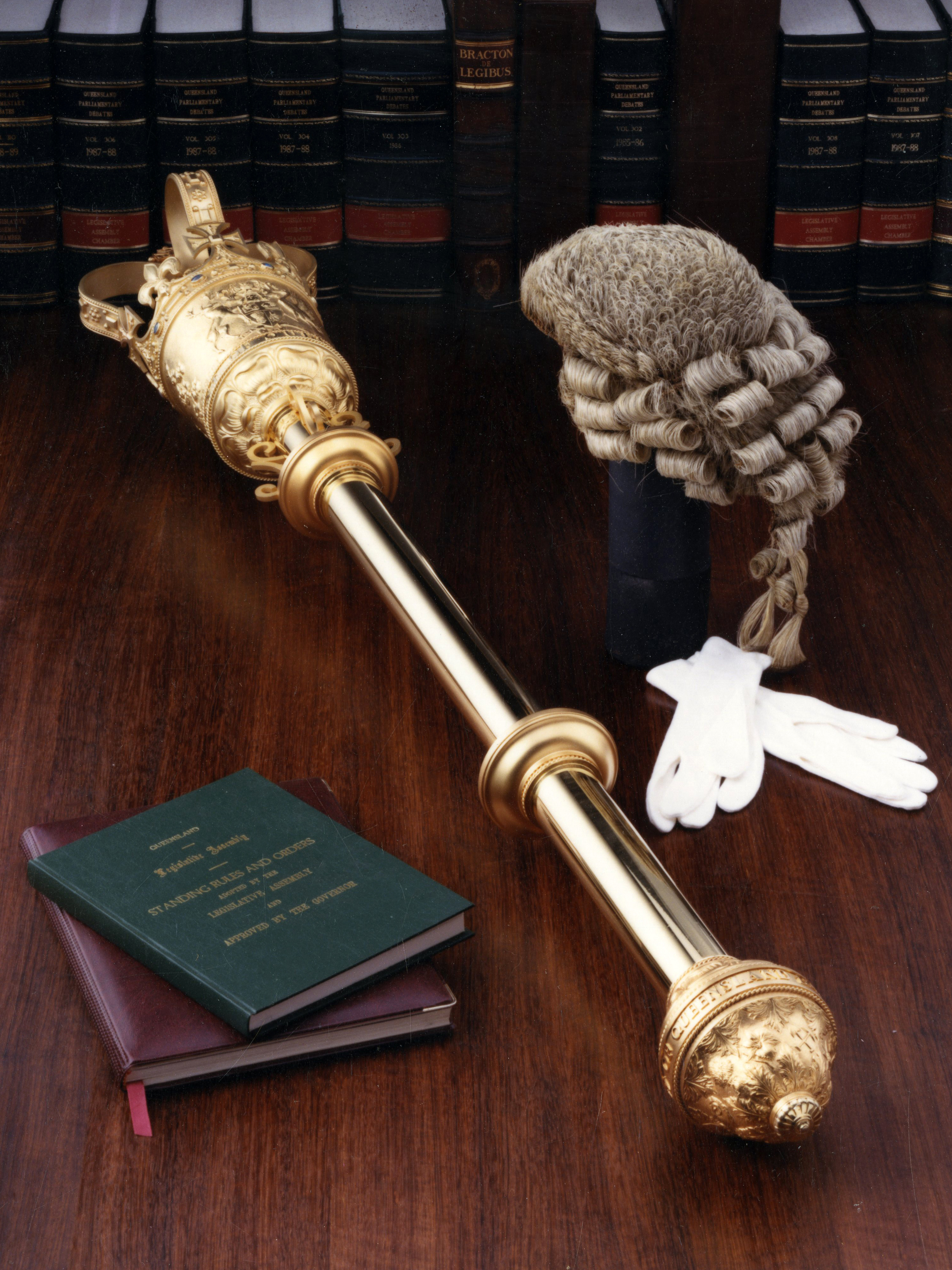
의회의 철퇴는 크라운으로부터 비롯된 퀸즐랜드 의회의 권위를 상징한다.

의회 구성 요소로서의 크라운 개념은 권력 융합 사상과 관련이 있다. 이것은 행정부와 입법부가 하나로 융합되어 있다는 의미로, 잉글랜드에서 발전한 후 영연방 왕국 및 그 외 지역에서 채택한 웨스트민스터 체제의 핵심 개념 중 하나이다. 이는 권력 분립 사상과 대조적이다.
연방제를 채택한 영연방 왕국에서는 '의회에 있어서의 왕'이라는 개념이 특정 의회 단위에만 적용된다. 각 연방의 하위 단위의 의회(호주의 주 또는 캐나다의 주 의회)가 서로는 물론 연방 의회와도 별개로서 독립된 의회로 간주되기 때문이다.

### 사법부

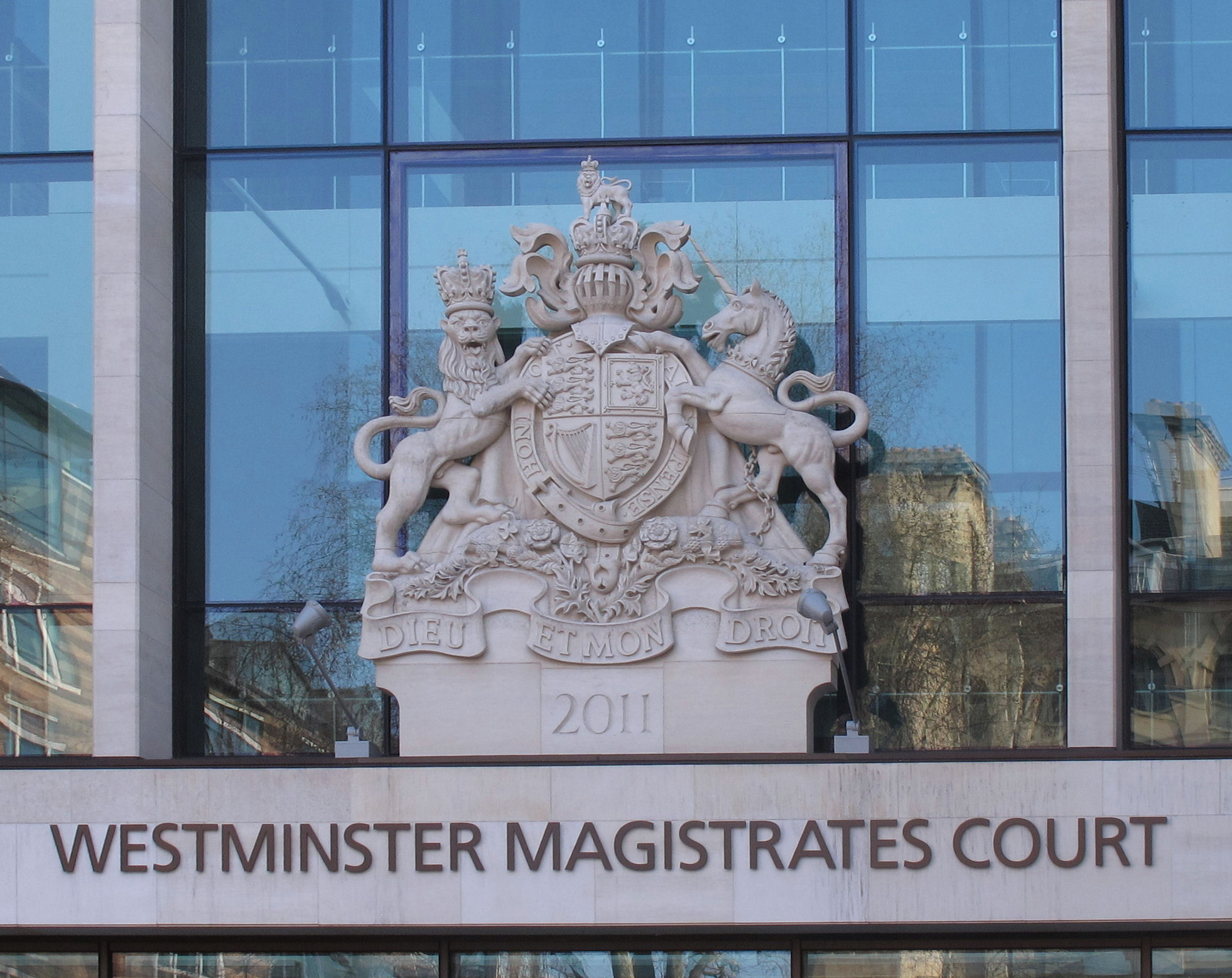
잉글랜드 런던에 위치한 웨스트민스터 치안판사 법원 건물에 있는 영국 왕실 문장

국왕은 '정의의 원천'이다. 형사소송에서 크라운이 기소 당사자이며, 크라운 검사(캐나다 일부 지역의 경우 크라운 법조인)가 이를 담당한다. 이 같은 사건은 일반적으로 (판례를 인용할 때) R v [피고인]의 형식으로 표기한다. 여기서 R이란 rex(현직 군주가 남성)나 regina(군주가 여성)를 의미하며, v는 versus(~대)이라는 뜻이다. 예를 들어, Smith를 상대로 한 형사 사건은 R v Smith로 표기, 구두로는 "크라운 대 스미스(the Crown against Smith)"라고 읽는다.
크라운은 일반적으로 형사 기소나 민사 소송에서 면책이다. 그래서, 형사소송 1심에서 '○○ 대 ○○' 형식의 우측에 크라운(R: Regina 또는 Rex)이 보이는 경우는 매우 드물다(다만 예외적으로 나타나는 경우도 있다). 정부의 위법 행위에 대해 소송을 제기하려는 경우, 통상적으로 사법심사 절차를 통하여 크라운이 크라운의 각료를 상대로 청구인의 신청에 따라 소송을 제기하는 형식으로 진행한다. 이러한 사건들의 제목은 현재 '크라운(청구인 ○○의 신청에 따른) 대 피고 ○○'의 형식을 따르며, 생략하여 '국왕(○○) 대 ○○'로 기재한다. 그러므로, 국왕(밀러) 대 유럽연합 탈퇴 담당 국무장관 사건의 정식 명칭은 '국왕(청구인 지나 밀러 및 타인의 신청에 의한) 대 유럽연합 탈퇴 담당 국무장관'이다. 여기서 '밀러'는 청구인 시민 지나 밀러를 뜻한다. 20세기 말까지는 그와 같은 사건 명칭의 형식으로 '국왕 대 유럽연합 탈퇴 담당 국무장관, 밀러의 단독 신청'을 사용하였다. 이 두 가지의 형식은 모두 '국왕(밀러) 대 유럽연합 탈퇴 담당 국무장관'이라는 약식 표기로 줄여 쓸 수 있다.
스코틀랜드에서는 형사 기소가 크라운의 이름으로 로드 애드보킷(Lord Advocate) 또는 관할 검찰관(Procurator Fiscal)에 의해 수행된다. 따라서, 스코틀랜드 최고 형사법원인 형사재판고등법원(High Court of Justiciary)은 일반적인 Rex 혹은 Regina(R) 대신, 폐하의 변호인(His/Her Majesty’s Advocate)이라는 뜻의 약어 HMA를 사용한다. HMA 대 알 메그라히와 파히마(HMA v Al Megrahi and Fahima) 사건의 경우에서와 같다.
오스트레일리아의 사법권의 대부분은 형사 사건에서 R 또는 The King(혹은 The Queen)을 사용한다. 항소심에서 크라운 측이 피항소인이 되면, 약어 R 대신 The King이라는 풀네임을 정확하게 나열한다. 이를테면, 1심재판에서 사건명은 'R v Smith'로 표기되며 피고인이 크라운을 상대로 항소하면 'Smith v The King'이 된다. 웨스턴오스트레일리아주와 태즈메이니아주에서는 기소를 크라운이 아니라 각 주정부의 명의로 제기한다. 예를 들어, 사건명은 The State of Western Australia v Smith와 같은 형식을 따른다. 한편, 빅토리아주는 1심 형사 재판을 공소국장(Director of Public Prosecutions)의 이름으로 진행한다. 연방 차원의 경우 연방공소국장(Commonwealth Director of Public Prosecutions)은 어떤 이름으로 사건을 제기할지 선택할 수 있다. 법관은 일반적으로 판결문에서 기소 측을 단순히 "검사 측(the prosecution)"이라고 지칭한다. 민사 사건에서 크라운이 당사자인 경우에는, 퀸즐랜드주 또는 오스트레일리아연방과 같은 국가 법인(body politic)이나 해당 부처의 장관을 당사자로 명시하는 것이 관례이다. 법정에서 사건이 선언될 때에는 서기(clerk)나 법정 관리(bailiff)가 크라운을 구두로 '우리의 국왕 폐하(our sovereign lord the king)' 또는 ‘우리의 여왕 폐하(our sovereign lady the queen)’라고 부르는 경우도 있다.
뉴질랜드에서 법정 절차를 보도함에 있어 언론은 기소를 담당하는 법조인(캐나다, 영국과 마찬가지로 흔히 '크라운 검사(Crown prosecutor)'로 불림)를 크라운의 대리자로 지칭한다. "크라운 측을 대리하여 조 블로그스 법조인이 주장하였다(For the Crown, Joe Bloggs argued)"와 같은 표현이 일반적으로 사용된다.
크라운은 해당 영연방 왕국 정부가 당사자인 민사소송에서도 원고(plaintiff)나 피고(defendant)로 참여할 수 있다. 이러한 크라운 소송(Crown proceedings)은 일반적으로 크라운에 대한 판결의 강제집행 등 특정 규칙과 제한 사항을 적용한다. 크라운을 대리하여 제기하는 퀴탐 소송(Qui tam lawsuit)이 한때 흔했으나, 1951년 일반 고발인법(Common Informers Act 1951)의 제정으로 일반 고발인(common informer)이 그런 소송을 제기하는 관행이 폐지된 이후 드물어졌다.

## 크라운의 분할 가능성
역사적으로 왕권은 분할할 수 없고 군주는 오직 영국 내 각료의 조언을 받는 존재로 여겨졌다. 하지만, 1930년대에 영연방의 자치령이 왕권의 행사에 대한 통제권을 획득하면서 '각 자치국과 속령의 왕권(the Crown in right of ~)'이 서로 독립적으로 작용하는 개념으로 변화한다. 1926년 밸푸어 선언은 자치령을 "대영제국 내의 자치 공동체로서 지위에 있어 평등하며 국내적·대외적 사무의 어떠한 측면에서도 서로 종속되지 아니하고, 다만 크라운에 대한 공통의 충성을 통하여 결합되어, 자유롭게 영연방 국민공동체의 일원으로 연합한 존재"로 인정하였다. 1931년 웨스트민스터 헌장은 영국과 캐나다, 호주에서 법률로 제정하였으며(뉴질랜드에서는 1986년 헌법법에 의하여 폐지됨), 전문에서 '크라운에 대한 공통적인 충성'을 인정하였다. 또한 "왕위 계승이나 국왕의 칭호와 작호에 관한 법률의 변경은 영국 의회와 각 자치령 의회의 동의가 필요하다"는 헌정적 관례를 확립하였다. 하지만, 이러한 공동보조는 1936년 에드워드 8세의 퇴위에서 시험대에 올랐다. 아일랜드 자유국이 영국 및 타 자치령보다 하루 늦게 퇴위를 시행함으로써, 24시간 동안 아일랜드 자유국에서 여전히 에드워드 8세가 국왕이고, 그 밖의 지역에서는 조지 6세가 국왕인 상황이 벌어졌다.

## 같이 보기
- 국왕의 훈령

## 참고 자료

영연방 왕국의 여러 기관 상징물에 등장하는, 크라운의 상징적 형상

1. ↑  The Crown은 영어의 정관사 the와 왕관을 뜻하는 crown으로 풀이한다. 여기서 The Crown은 문자 그대로 왕관이라는 현존하는 물체를 가리키지 않는다. 문맥상 왕관이 포함한 영국왕실의 영국의 대관보기와 같지 않다.